# تكافؤ (علم نفس)
يُستخد مصطلح التكافؤ (بالإنجليزية: Valence)‏ في علم النفس، وخاصة عند مناقشة المشاعر، ليُشير لمعني الإنجذاب الجوهري «الجيد» (التكافؤ الإيجابي) أو النفرة «السيئ» (التكافؤ السلبي) تجاه حدث أو كائن أو موقف. ويُستخدم المصطلح أيضًا لتوصيف وتصنيف مشاعر محددة. على سبيل المثال، فإن المشاعر التي يشار إليها بأنها «سلبية»، مثل الغضب والخوف، لها «تكافؤ سلبي». علي النقيض الفرح له «تكافؤ إيجابي». يتم إثارة المشاعر الإيجابية التكافؤ من خلال الأحداث أو الأشياء أو المواقف الإيجابية التكافؤ. يستخدم المصطلح أيضًا لوصف النغمة السعيدة لمشاعر، وعواطف، وسلوكيات معينة (على سبيل المثال، المقاربة والتجنب).